# کیوهیرو هیرابایاشی
کیوهیرو هیرابایاشی (انگلیسی: Kiyohiro Hirabayashi؛ زادهٔ ۴ ژوئن ۱۹۸۴) بازیکن فوتبال اهل ژاپن است.
از باشگاه‌هایی که در آن بازی کرده‌است می‌توان به باشگاه فوتبال ناگویا گرامپوس و باشگاه فوتبال ساگان توسو اشاره کرد.
وی همچنین در تیم ملی فوتبال زیر ۱۷ سال ژاپن بازی کرده‌است.